# Boeing 7J7
Boeing 7J7 был проектом ближне- и среднемагистрального авиалайнера, разрабатывавшимся американской компанией Boeing в 1980-х. Он должен был перевозить 150 пассажиров и стать преемником модели Boeing 727. Планировалось ввести его в эксплуатацию в 1992 году. Предполагалось, что он станет экономичным и высокотехнологичным самолётом. Проект был отменён из-за падения цен на нефть в середине и конце 80-х.

## Разработка
7J7 должен был использовать новейшие разработки в области аэродинамики и электроники, в частности:
- ЭДСУ Bendix
- стеклянную кабину производства Honeywell на ЖК-дисплеях
- новую систему авионики
- высокий процент использования композитов (углеволокна)[1]
- два турбовинтовентиляторных двигателя General Electric GE36 UDF[1].

Использование этих новшеств обещало экономию топлива до 60 % по сравнению с любым пассажирским самолётом того времени. Основным требованием к проекту была экономичность. 7J7 должен был быть широкофюзеляжным самолётом с компоновкой кресел 2+2+2, что сделало бы его недосягаемым по комфорту в своём классе.
Беспрецедентным предполагалось участие японских компаний — до 25 % по промышленным трудозатратам.
Однако потенциальные заказчики были обеспокоены стоимостью эксплуатации и шумностью двигателей нового типа. Проект 7J7 был закрыт в 1987 году. Вместо него Boeing начал разработку новых вариантов Boeing 737 и Boeing 757.
Несмотря на неудачу, проект стал началом сотрудничества Boeing с японскими поставщиками в последующих проектах. Японские компании выполняют 15 % работ по проекту Boeing 767 и 25 % по проекту Boeing 777. Японские поставщики также играют важнейшую роль в проекте Boeing 787 Dreamliner.

## Конкуренты
Конкурентами 7J7 должны были стать McDonnell Douglas MD-94X с такими же двигателями и Airbus A320. A320 оборудовался похожими электронными системами, использовал композиционные материалы, однако на него устанавливались обычные турбовентиляторные двигатели. Предложенные в проекте 7J7 решения были использованы в проектах Boeing 737 Next Generation и 777.

## Похожие самолёты
- Airbus A320
- Boeing 737
- McDonnell Douglas MD-90
- Ecojet